# USS LST-566
O USS LST-566 foi um navio de guerra norte-americano da classe LST que operou durante a Segunda Guerra Mundial.